# Artupa
Artupa è un comune dell'Azerbaigian situato nel distretto di Astara.